# Club Atlético Sarmiento (Resistencia)
El Club Atlético Sarmiento es una institución deportiva de la ciudad de Resistencia, Argentina; su principal actividad es el fútbol, siendo uno de los clubes más reconocidos de la provincia del Chaco. Participa en el Torneo Federal A, en la actualidad. También se practican otras disciplinas como básquet, vóley, hockey, tenis, Taekwon-Do, karate y natación.
Fue fundado el 24 de septiembre de 1910 con el nombre de Centro Juvenil “Alborada”, el cual más tarde lo terminó cambiando por el nombre de Centro Cultural y Deportivo Sarmiento, para finalmente quedar con el nombre actual. El hecho de haber sido fundado en esa fecha y sin el antecedente de ninguna otra institución fundada con anterioridad en el territorio chaqueño, lo convirtió en acreedor del título del "Decano del fútbol y el deporte chaqueño", ya que fue el primer centro deportivo fundado en la provincia. Por tal motivo, al mismo tiempo fue tomada su fecha fundacional para la conmemoración del "Día del Deporte Chaqueño", creado por ley provincial 1.238/01.
En 1944, se clasificó a la Copa de la República, único torneo en ese entonces habilitado para disputarse entre equipos directa e indirectamente afiliados a la Asociación del Fútbol Argentino, donde fue eliminado en semifinales por San Martín de Tucumán. Así, Sarmiento se ganó la mejor posición de un club chaqueño en una Copa Nacional. A lo largo de su historia desarrolló destacadas actuaciones en el fútbol nacional, sobresaliendo su participación en el Torneo Nacional de 1977, de la Primera División del fútbol argentino, en el que finalizó 6º entre los 8 equipos del grupo C. 
Entre 2011 y 2012 participó de la segunda edición (relanzamiento) de la Copa Argentina de Fútbol, a la cual había clasificado mientras disputaba el ex-Torneo Argentino B (luego Federal B, hoy Torneo Regional Federal Amateur). En su derrotero, el equipo resistenciano causó sorpresa por haber sido el único representante del Argentino B que accedió hasta los octavos de final del certamen, superando entre otros equipos al Arsenal Fútbol Club,  equipo que en ese entonces lideraba el Torneo Clausura 2012 (finalmente campeón) de la Primera División de Argentina. Su participación finalizó en esa misma temporada, siendo superado por el Racing Club de Avellaneda por 2-0. A partir de esa temporada, participó en casi todas las ediciones siguientes de la Copa Argentina, exceptuando la edición 2015-16.
En el año 2014 formó parte de los equipos que inauguraron el Torneo Federal A, siendo invitado por el Consejo Federal de AFA mientras militaba en el Torneo Argentino B (cambiado también ese año a Federal B), con el fin de amplificar el carácter regional del nuevo torneo. A partir de allí, disputó todas las ediciones de este torneo, teniendo en la edición 2016-17 una de sus mejores actuaciones, alcanzando la quinta fase de la reválida por el segundo ascenso a la Primera B Nacional.
Su equipo de baloncesto participa del TNA (segunda categoría del básquet nacional). En tanto en vóley participó en 4 temporadas (2010 - 2014) de la Liga A1 de Voleibol Argentino, en la cual alcanzó en dos ocasiones las semifinales de la competencia.
Su clásico rival es el Club Atlético Chaco For Ever, equipo surgido a raíz de una disidencia en el propio Club Sarmiento en el año 1913 y con el cual animan el Clásico chaqueño, derbi futbolístico que, si bien enfrenta a ambos equipos pertenecientes a la Ciudad de Resistencia, lleva el mote de "chaqueño" por tratarse de los dos clubes más representativos de la provincia. Al mismo tiempo, este enfrentamiento recibe también el nombre de "El Superclásico de Resistencia", dando la connotación de ser el máximo enfrentamiento entre clubes de esa ciudad. Otro rival clásico es el Club Atlético Villa Alvear, también de Resistencia, con quien mantiene una rivalidad clásica por la cercanía física de ambas instituciones. Al mismo tiempo, al igual que su par Chaco For Ever, protagoniza choques con equipos de la Ciudad de Corrientes, contándose al Deportivo Mandiyú y a Boca Unidos como principales oponentes.

## Historia

### Primeros años

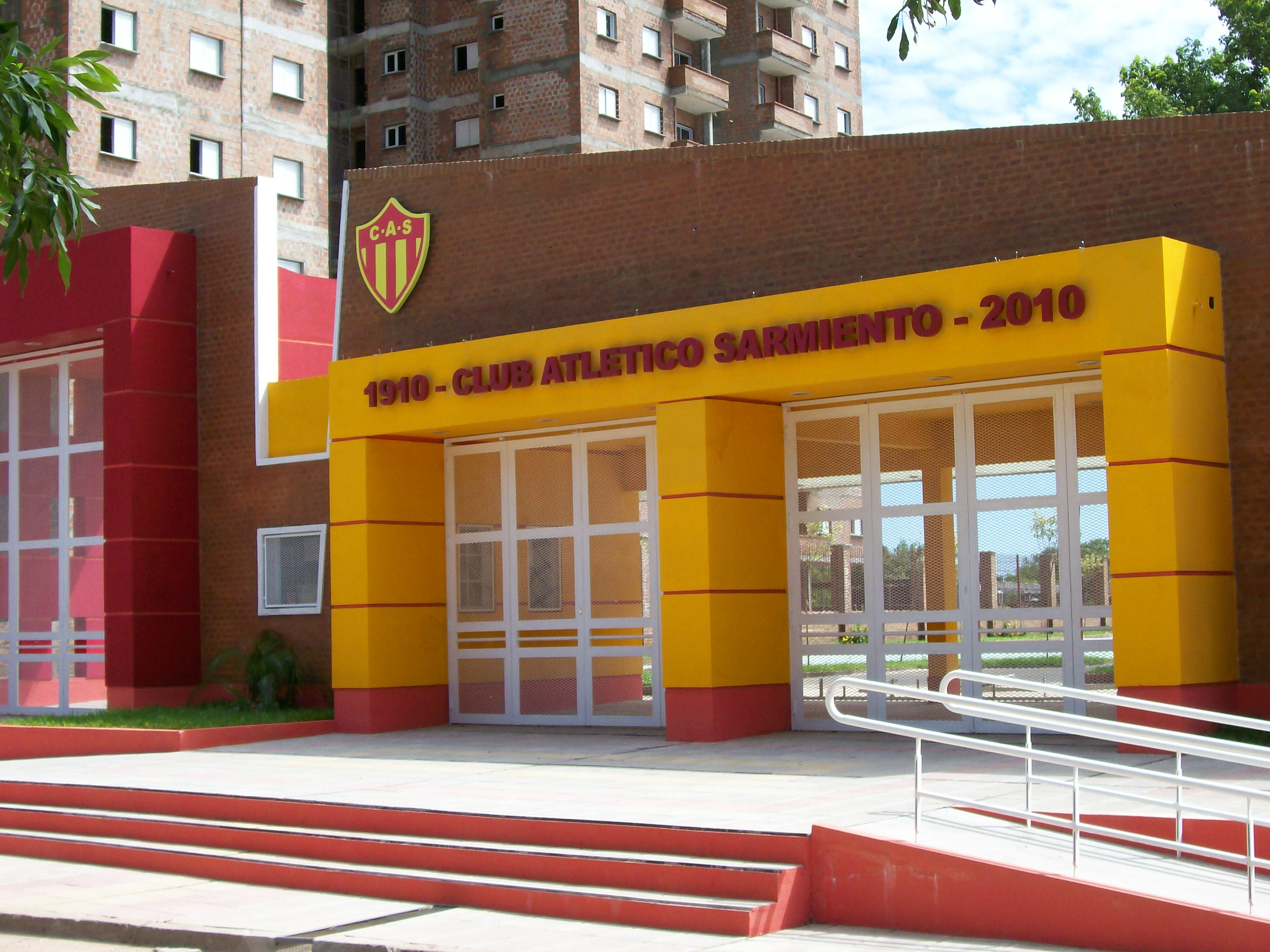
Fachada de la Sede Social del Club Atlético Sarmiento, ubicada en la calle Juan Domingo Perón 1515. El diseño de la fotografía, evoca el centenario de la fundación del club, cumplido el 24 de septiembre de 2010. El complejo habitacional (al fondo de la misma) se yergue sobre el terreno del antiguo campo de juego.

La historia del Club Atlético Sarmiento inició en el año 1910, cuando un grupo de alumnos y profesores de la Escuela Normal Sarmiento (institución escolar de la Ciudad de Resistencia, ubicada en ese entonces en el cruce de las calles "Córdoba" y "López y Planes"), decidieron crear un centro deportivo que acapare la atención de la juventud resistenciana, a la vez de hacer desembarcar al fútbol en la incipiente ciudad. En el país, la pelota ya había comenzado a rodar y sin ir más lejos, desde la vecina Ciudad de Corrientes asomaba su cara el Club Atlético Libertad, que fundado el 10 de marzo de 1909, se erigió como el primer club de la región. Con todas estas razones presentes, el 24 de septiembre se constituyó el acta fundacional del Centro Juvenil Alborada, el cual propició la llegada no sólo del fútbol a la ciudad, sino también de distintas disciplinas, todas destinadas para su aprovechamiento por parte de la juventud. Sin embargo, el término Alborada revistió un carácter provisorio en cuanto a la denominación de este incipiente centro deportivo, para el cual fue elegido como su primer presidente, el propio director por aquel entonces de la Escuela Normal Sarmiento, el Dr. Justo Peregrino Farías. Esta situación, propició el llamado a una nueva asamblea directiva el 09 de abril de 1911, a través de la cual se terminó de fijar el nombre definitivo para esta institución, siendo elegido el término Centro Deportivo y Cultural Sarmiento. La elección del nombre del expresidente argentino, fue para homenajear a la institución donde se originó el centro deportivo. Asimismo, se resolvió mantener al frente de la institución al Dr. Farías, quien sin embargo terminó dejándole su puesto a los pocos meses al Prof. Alejandro Portela, quien luego fue sucedido por el Dr. Antonio Taboada. Bajo la presidencia de Taboada, el 01 de septiembre de 1911 se crean las primeras subcomisiones y se designan a los primeros socios honorarios del nuevo club, entre ellos el entonces Gobernador del Chaco Anacarsis Lanús.
Con el correr de los años, el Centro Deportivo Sarmiento comienza a cumplir su papel como representante provincial, al participar en competencias futbolísticas contra otros equipos de la región. En contrapartida de ello, la aparición de entidades como el Tiro Federal Gral. Manuel Obligado o el Club Social Resistencia hacia fines de 1912, comenzaron a hacer mermar la presencia del Centro Sarmiento en cuanto a participación en eventos sociales de la ciudad. Poco a poco, el escenario deportivo comenzó a convertirse en el fuerte de esta institución, que encontró en el fútbol su principal polo de desarrollo deportivo. Como curiosidad, a pesar de poseer su propio nombre, los medios de comunicación de la ciudad difundían las participaciones del Centro Sarmiento mencionándolo simplemente como "Resistencia", debido al hecho de ser el primer y por ese entonces único equipo de fútbol en la ciudad.
Lamentablemente, las páginas negras tampoco estuvieron ajenas a la historia de Sarmiento, ya que tras una crisis deportiva ocurrida en el año 1913, un grupo de jugadores decide renunciar al club buscando nuevos horizontes en los cuales continuar su derrotero. De esta forma, el 27 de julio de 1913 estos exsocios deciden fundar el Club Atlético Chaco For Ever, creando así una nueva institución dentro del ámbito provincial. La presencia de For Ever, animó a otros entusiastas a la creación de nuevos equipos, como así también comenzó a gestar la primera rivalidad de importancia dentro de la provincia chaqueña, que con el paso de los años se terminó consolidando como el Clásico chaqueño. Si bien, en ese entonces la Liga Chaqueña no estaba formalmente constituida, los continuos enfrentamientos futbolísticos eran el principal atractivo de esa época, aunque fuertemente mermados a raíz de la Primera Guerra Mundial que entre 1914 y 1918 acaparó la atención de toda la sociedad. Por otra parte, en 1917 se produjo otro desprendimiento interno en Sarmiento, que dio origen a un equipo que llevó el nombre de "Estudiantes de la Escuela Normal". Este equipo hizo su presentación el 11 de junio de ese año, derrotando justamente a For Ever por 2 a 1. Ese equipo formado de las bases del Centro Sarmiento, fue el origen de otra institución resistenciana surgida a partir de la decisión de sus integrantes, quienes al ver un futuro promisorio en la práctica profesional del fútbol, optaron por quedar en libertad de acciones para luego constituirse en asamblea y concretar un año más tarde (precisamente, el 12 de junio de 1918) la fundación del Club Atlético Resistencia Central.
Tras haberse superado el período de guerra, las actividades volvieron a tomar su cauce normal. Sin embargo, desde el Centro Sarmiento comenzó a verse seriamente la alternativa de promover una reforma en sus estatutos. De esta manera y bajo la presidencia de Gustavo Lagerheim, en el año 1918 el proyecto es elevado al Gobierno de la Provincia del Chaco, que además de la reforma estatutaria, aprueba entre otras cosas un nuevo cambio en la denominación del Club, dejando de ser conocido como Centro Deportivo y Cultural Sarmiento, para pasar definitivamente a ser denominado como Club Atlético Sarmiento.

### Ascenso a Primera División en 1977
El 29 de mayo de 1977, Sarmiento tuvo su posibilidad de ingresar a la Primera División de Argentina, al campeonar en el Torneo Regional de 1977 tras derrotar en la final al Club Atlético Paraná, por un resultado global de 2-0, 1-0 en la ida jugada en Resistencia y 1-0 en la vuelta jugada en Paraná. En aquel entonces, el llamado Torneo Nacional era un campeonato que nucleaba en la élite del fútbol nacional a los equipos directamente afiliados a la AFA, con los indirectamente afiliados a través del Consejo Federal del Fútbol Argentino. En este contexto, para que estos últimos accediesen a competir en el Torneo Nacional, previamente debían disputar el Torneo Regional que se desarrollaba durante la primera parte de cada año, a la par del Torneo Metropolitano.
En el caso de Sarmiento, el club resistenciano disputó un selectivo clasificatorio frente a Don Orione, Chaco For Ever e Independiente de Tirol, tras los cuales se ganó la clasificación y el derecho de representar a la Liga Chaqueña de Fútbol en el Regional. Ya en el Regional, Sarmiento formó parte del Grupo "D" junto a Unión de Pampa Alegría (de la Liga Saenzpeñense de Fútbol, del Chaco), Sportivo Patria de Formosa (de la Liga Formoseña de Fútbol),  Pucará de Santa Fe (de la Liga Santafesina de Fútbol) y Sportivo de Álvarez (de la Asociación Rosarina de Fútbol). El derrotero sarmientista inició en su provincia, con la doble victoria ante Unión, ganando 3-1 en Presidencia Roque Sáenz Peña y luego 2-1 en Resistencia. En la fase siguiente, su rival fue Sportivo Patria, que en la previa había dejado afuera a Sportivo de Álvarez. El resultado fue 0-0 en Resistencia y 1-1 en Formosa, pero debido a que en este torneo regía la Regla del gol de visitante, Sarmiento se vio beneficiado por haber empatado en un tanto en Formosa. La obtención de este triunfo, le otorgó a Sarmiento el pasaporte a una de las cuatro finales que disponía el certamen, todas con sus respectivos ascensos al Torneo Nacional y por ende, a la Primera División.
En la final del campeonato, Sarmiento (que representaba al Grupo D) debió enfrentarse al Club Atlético Paraná (ganador del Grupo C) por una de las cuatro plazas al Torneo Nacional. La ida tuvo lugar en el desaparecido "Estadio de Villa Alta" en la Ciudad de Resistencia, donde Sarmiento se impuso por 1-0 con un gol de penal de Carlos Giménez, contando además con sobresalientes actuaciones de Raúl Dante Barrientos, Jorge Molina y Ramón Robledo. Por su parte, en la vuelta jugada en Paraná, el marcador se repitió con el mismo goleador, tras una asistencia de "Pichón" Barrientos. Como anécdota quedó un penal cobrado a los 6 minutos de iniciado el juego a favor de Atlético Paraná, el cual fue ejecutado por Alberto Ríos y atajado por el guardameta Juan Carlos Santa Cruz. De esta forma, Sarmiento obtuvo su primer ascenso a la máxima categoría del fútbol argentino, más allá de su anterior participación dentro de la extinta Copa de la República de 1944, a la que había arribado hasta la instancia de semifinales.
Del plantel de aquella epopeya formaron parte:
Arqueros: Juan Carlos Santa Cruz, Alberto Fernández, Francisco Escobar.
Defensores: Armando Romero, Raúl Mambrín, Cecilio Suárez, Santiago Meza, Daniel Azula, Santiago Sharry, Julio Ortigoza, E. Osorio y Andrés Minor
Mediocampistas: Rafael Caballero, Carlos Giménez, José Duarte, Miguel Solans, Jorge Falcón, Ricardo Rivero y Miguel Meza
Delanteros: Ramón Maidana, Raúl Dante Barrientos, Heriberto Báez, Diógenes Ramírez, Antonio Medina, Jorge Molina, Hugo Falcón, Orlando González, Miguel Vargas y Ramón Robledo.
Director Técnico: Santiago Berrini
Asistente Técnico: José "Pepe" Lestani.

Preparador Físico: Eduardo Martín. 

Médicos: Federico Muñoz Fernández y Félix Núñez.

Kinesiólogo: Francisco Gauna.

Utilero: René Anchava.
Resultados Destacados: Torneo Nacional 1977: 2-0 a Racing; 4-1 a Colon, de visitante, y 2-1 de local

### Historia reciente

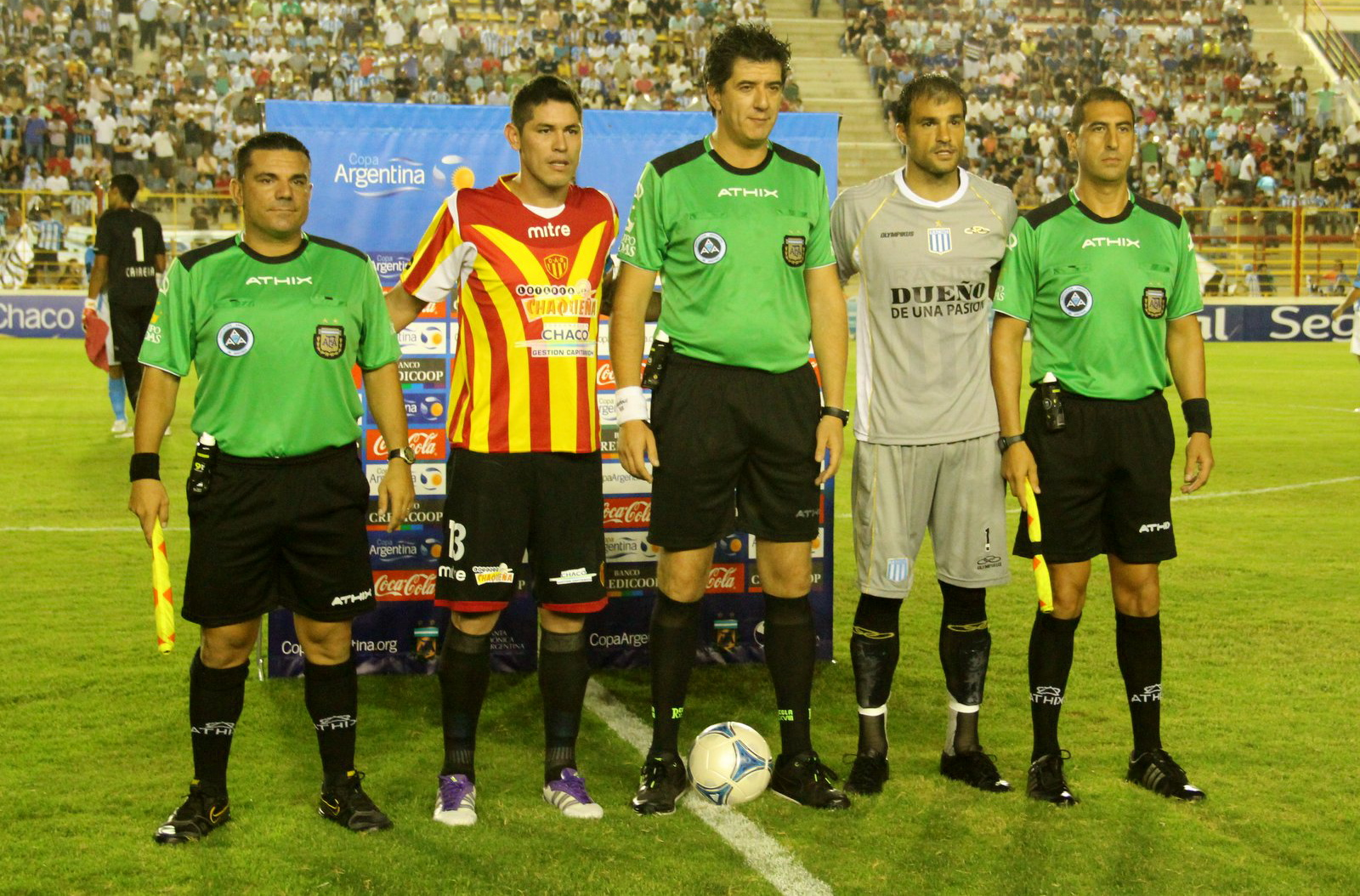
El capitán Paulo Centurión, junto Saja de Racing y a los árbitros antes de empezar un encuentro por la Copa Argentina 2012.

Sarmiento participó en la primera edición del Torneo Argentino B en la temporada 1995/1996. Allí logró pasar a segunda ronda tras culminar primero en su grupo pero fue eliminado en instancia de semifinales por San Martín de Monte Comán.
En la temporada 1999/2000 del Argentino B, logró superar la primera ronda y quedó eliminado en segunda ronda, por detrás de 1.º de Mayo de Formosa.
En la temporada 2000/2001, Sarmiento tuvo su mejor actuación histórica hasta la actualidad en torneos federales de AFA (el Argentino A y Argentino B fueron creados recién en 1995). Participó del torneo Argentino B en donde logró sortear una fase de grupos, una eliminación directa ante Sportivo Patria y 2 fases de grupos más para así alcanzar la fase de grupo final por el ascenso. En ella clasificó tercero entre 4 equipos (9 de Julio de Rafaela, Talleres de Perico y Central Norte de Salta), quedando afuera por un solo lugar de definir uno de los ascensos al Argentino A. Luego de esta actuación histórica, Sarmiento estuvo 3 temporadas seguidas sin participar de torneos federales de AFA.
En la temporada 2004/2005 jugó el torneo Argentino B, ubicándose último en su grupo en la tabla anual por lo que fue relegado a jugar el Torneo Argentino C en la siguiente temporada. Sin embargo, debido a una reestructuración del formato en el torneo Argentino B, Sarmiento fue invitado por la AFA a participar nuevamente del torneo en la siguiente temporada.
En la temporada 2005/2006 jugó el Argentino B, ubicándose penúltimo en la fase de grupos. Pese a ello, logró mantener la categoría tras derrotar en eliminaciones directas a Atlético Paraná (por penales) y Tiro Federal de Morteros. En 2007 se comenzó la construcción del nuevo estadio de fútbol con capacidad para 25.000 personas, convirtiéndose en el estadio con mayor capacidad y mejor infraestructura de la provincia del Chaco; el predio de la anterior cancha de fútbol fue utilizado para la construcción de torres de vivienda.
En lo deportivo, tuvo un mal año en el Torneo Argentino B y descendió al Torneo del Interior tras terminar penúltimo en su grupo y perder eliminaciones directas por mantener la categoría frente a Ñuñorco y Atlético Famaillá.
En 2008 finalizó tercero entre los cuatro equipos de la zona 29 del Torneo del Interior, posición que le impidió avanzar a la siguiente fase.
En 2009 participó del Torneo del Interior, avanzando hasta la quinta fase, donde perdió por penales tras empatar ambos partidos en cero con Defensores de Formosa. En octubre del mismo se consagró campeón del Torneo Federativo provincial, consiguiendo una plaza para la edición 2010 del Torneo del Interior.
El 13 de noviembre de 2009 se inauguró la nueva fachada de la sede social y un nuevo microestadio de básquet que lleva el nombre de Raúl Alejo Gronda. En la temporada 2010 fue sede local para los partidos del Club Atlético Boca Juniors en su participación en la Liga Nacional de Básquet, por convenio con dicho club de Buenos Aires. En la temporada 2010/2011 participó de la Liga A1 de Vóley Argentino.
En 2010 participó en el Torneo del Interior, en el cual quedó eliminado en la cuarta fase (cuartos de final por el ascenso) tras perder con su homónimo de la ciudad de La Banda los dos partidos correspondientes a esa instancia. Para alcanzar esa instancia superó eliminaciones directas contra Unión (Machagai), Sol de América (Formosa) y Defensores del Rosario (Formosa).
En 2011 volvió a quedar eliminado en la misma instancia del Torneo del Interior, al perder con el Club Deportivo Jorge Gibson Brown de Posadas, partido que fue suspendido por desmanes de los jugadores y aficionados a Sarmiento. Para acceder a dicha instancia, Sarmiento superó eliminaciones directas contra Vélez Sarsfield Libertad y Ferroviario de Corrientes así como también una fase de grupos. Tras los desmanes, el gobernador del Chaco y presidente del club, Jorge Capitanich solicitó la suspensión del cuerpo técnico entero y de casi la totalidad de los jugadores que participaron en los desmanes.
El 25 de mayo de 2011 se inauguró el nuevo Estadio Centenario de Sarmiento con un partido amistoso entre la Selección de fútbol de Argentina y la Selección de fútbol de Paraguay, con victoria argentina por 4-2. Contó con la presencia de la presidenta argentina Cristina Fernández. El estadio es el más grande de la provincia del Chaco, con capacidad para 25.000 espectadores y con todas las medidas requeridas para poder disputar partidos de Primera división.
En la temporada 2011/2012 accedió por invitación al Torneo Argentino B tras una reorganización del mismo, finalizando cuarto en su grupo, por lo que no pudo avanzar de ronda pero preservó la categoría. A su vez participó de la Copa Argentina, donde fue revelación del torneo al quedar eliminado en octavos de final frente a Racing, luego de avanzar 5 fases venciendo a equipos de todas las divisiones, entre ellos el campeón vigente del fútbol de Primera División, Arsenal Fútbol Club de Sarandí. En básquet compró la plaza de Firmat Football Club en la segunda división nacional, tras haber participado en la edición anterior del Torneo Federal de Básquetbol, en la cual no pasó a la etapa de playoff pero pudo conservar la categoría.
En la temporada 2012/2013 participó del Torneo Argentino B (cuarta categoría del fútbol nacional), donde quedó eliminado en la segunda ronda. Su equipo de básquet participó por primera vez del Torneo Nacional de Ascenso (segunda categoría nacional), y pasó la primera ronda para perder en octavos de final ante San Martín de Corrientes. El equipo de vóley continuó su participación en la máxima categoría de este deporte en Argentina y alcanzó por primera vez la instancia de semifinales, en la cual perdió ante Buenos Aires Unidos de Mar del Plata. En cuartos de final logró un histórico triunfo por 3-2 ante Boca Juniors, luego de ir perdiendo la serie por 2 juegos a 0. También participa en la Primera División "A" de la Liga Chaqueña de Fútbol.
En la temporada 2013/2014 tuvo una floja participación del Torneo Argentino B, salvándose de descender de categoría en el último partido de su grupo, en el que venció a Atlético Laguna Blanca. En medio de una crisis económica, el club no pudo evitar el descenso en el Torneo Nacional de Ascenso en básquetbol. Sin embargo, logró igualar su mejor performance en la Liga A1 de Vóley Argentino, finalizando segundo en la fase regular y cayendo luego en semifinales ante Lomas Vóley.
Para la temporada 2014/2015, la crisis económica obligó al club a dejar su plaza en la primera categoría del vóley nacional pero para sorpresa de todos, compró nuevamente una plaza en el TNA, manteniéndose en la categoría de la que había descendido la temporada anterior. En ella alcanzó los cuartos de final de conferencia, perdiendo ante Villa Ángela Básquet, igualando su mejor performance en la competencia. En fútbol, tras una reestructuración en los torneos del interior, fue invitado a jugar en el Torneo Federal A, tercera categoría del fútbol argentino, subiendo una categoría respecto al año anterior. En el Torneo Federal A 2014, de transición y jugado en el segundo semestre del año, Sarmiento tuvo una muy pobre actuación, finalizando último en su zona pero manteniendo la categoría gracias a que no hubo descensos durante ese torneo y ganando los dos cotejos jugados ante su clásico rival, Chaco For Ever. En la segunda victoria de Sarmiento sobre Chaco For Ever, un simpatizante perdió la vida en los festejos, siendo abatido por un integrante de la barra brava del club. Debido a este hecho, Sarmiento fue sancionado y debió jugar sus partidos de local primero a puertas cerradas y luego sólo con la entrada de público socio del club. En la primera parte de la temporada 2015 del Torneo Federal A, Sarmiento tuvo altibajos y logró clasificarse a la fase de Repechaje tras finalizar 7º en su grupo.
Para la temporada 2015/16, Sarmiento sigue contando su equipo de básquet en el TNA y al de fútbol en el Torneo Federal A. La segunda parte del Torneo Federal A 2015, Sarmiento tuvo una pálida actuación en la fase Reválida, aunque los puntos acumulados durante la primera fase le alcanzaron para mantener la categoría. En el torneo de Federal A de transición jugado en el primer semestre de 2016, Sarmiento juega en el grupo F junto a Chaco For Ever, Guaraní Antonio Franco, Sportivo Patria y Sol de América.

## Estadio

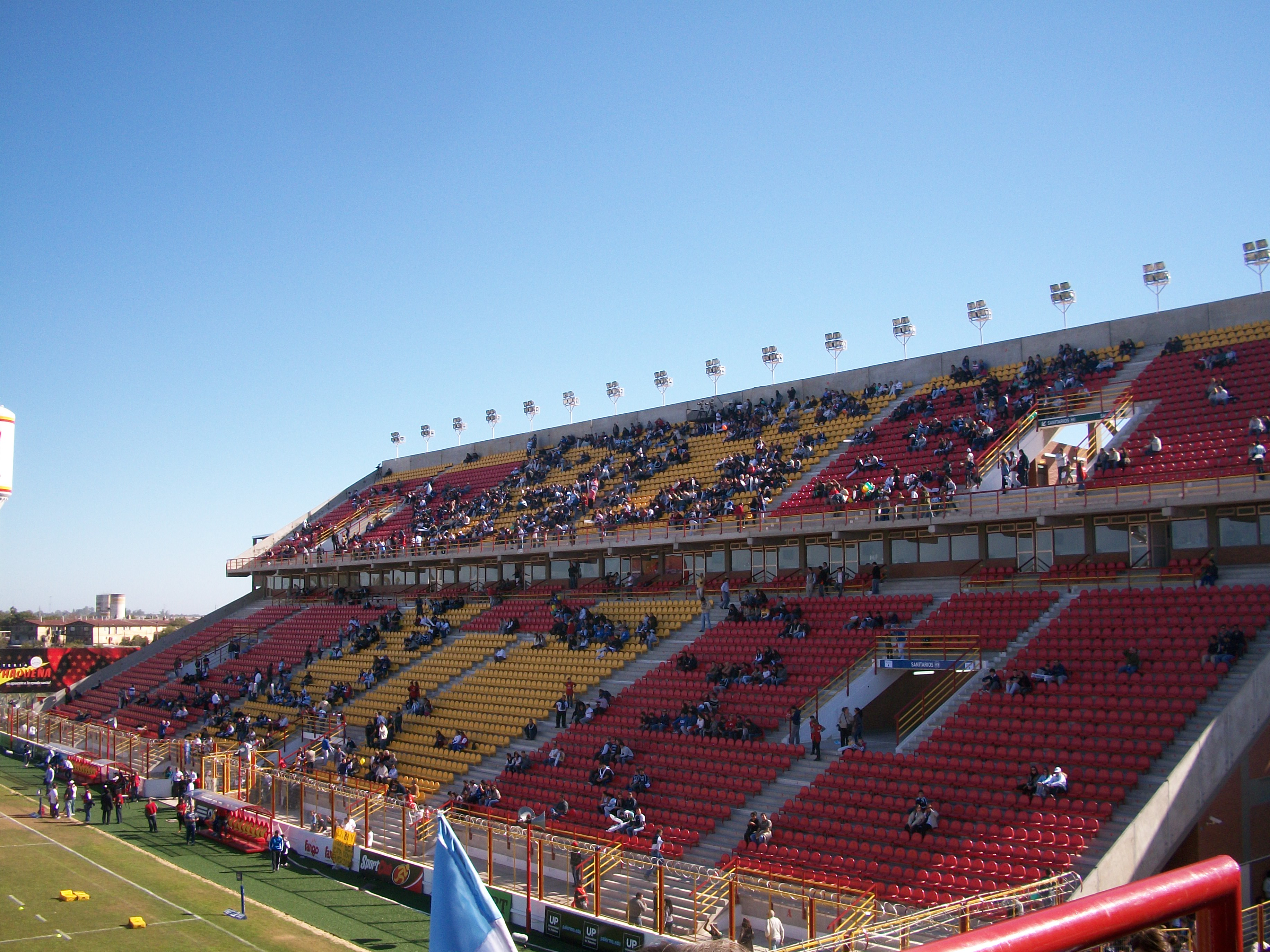
Plateas alta y baja en el Estadio Centenario de Sarmiento.

El Estadio Centenario es el reducto en el cual el Club Atlético Sarmiento ejerce la localía, tanto en los partidos de la Liga Chaqueña de Fútbol, como en los torneos nacionales en los que participa este club. Anteriormente a este estadio, Sarmiento tenía su campo de juego en las instalaciones de su sede social, ubicada en calle Juan Domingo Perón 1515 de la Ciudad de Resistencia. Actualmente, sobre el terreno donde se encontraba este último field fue construido un complejo habitacional, consistente en un conjunto de 242 departamentos distribuidos en cuatro torres de 10 pisos cada una. Este complejo habitacional, formó parte de un plan ambicioso denominado "Proyecto Centenario", el cual fue ejecutado por el exgobernador del Chaco Jorge Milton Capitanich, quien previo a su asunción como Gobernador de la Provincia, había asumido la Presidencia del Club. Este Proyecto, consistió en u plan de obras que incluyó el levantamiento de las cuatro torres en el viejo campeo de juego de Villa Alta, el mejoramiento del Microestadio de basquetbol (también ubicado en la sede social) y el levantamiento de un nuevo estadio en unos terrenos que se encontraban en propiedad del club, lindantes con el predio de la Sociedad Rural del Chaco. Este plan de obras, fue ideado de cara a las celebraciones del centenario de la fundación del Club, razón por la cual el Estadio fue bautizado con ese nombre. En lo que refiere al complejo habitacional "Torres Sarmiento", el mismo finalmente fue inaugurado el 20 de octubre de 2010, casi un mes después de cumplido el centenario del Club. Para dicho acto, fue especialmente invitado el entonces Secretario General de Unasur y expresidente de la Nación Néstor Kirchner, quien de esa manera realizó su último acto público, ya que una semana después le sobrevino la muerte el 27 de octubre de 2010.
La primera cancha del Club Sarmiento, se hallaba emplazada en el terreno donde actualmente se encuentra la Plaza 12 de Octubre (manzana de las calles Liniers y Entre Ríos y las avenidas Wilde y Rivadavia) de la Ciudad de Resistencia. Años más tarde, el campo de juego fue trasladado al solar delimitado por las calles Dónovan, Santiago del Estero, Necochea y Mariano Moreno, donde más tarde fue levantado el nuevo edificio de la Escuela Normal Sarmiento. Tras abandonar este terreno, el club terminó afincándose en Villa Alta, fijando su sede social en la calle Tucumán (hoy Juan Domingo Perón) al 1515.
El Estadio Centenario, fue inaugurado formalmente el 25 de mayo de 2011 en ocasión de los actos oficiales de celebración de los 201 años de la Revolución de Mayo que dio origen a la República Argentina, coincidiendo con la visita de la entonces Presidenta de la Nación Cristina Fernández de Kirchner, quien había anunciado el traslado de las celebraciones por el aniversario de su Patria a la Ciudad de Resistencia. El campo de juego fue inaugurado con un partido amistoso que enfrentó a la Selección de fútbol de Argentina contra su par del Paraguay, con resultado 4-2 a favor del combinado local.

## Uniforme
El uniforme principal de Sarmiento se compone de:
- Una casaca a bastones amarillos y rojos
- Un short rojo
- Medias rojas

En el caso de los conjuntos alternativos, Sarmiento supo presentar diseños varios en los cuales agregaba otros colores a los clásicos amarillo y rojo. Hubo diseños hechos sobre base de color blanco, otros de color gris oscuro. Sin embargo, los más representativos de esta institución, fueron aquellos en los que el color rojo resultaba predominante. Actualmente, el conjunto alternativo de Sarmiento consta de:
- Una casaca blanca, con mangas rojas, cuello rojo y detalles en amarillo y rojo.
- Un short amarillo
- Medias amarillas

### Indumentaria y patrocinador
| Período       | Proveedor       |
| ------------- | --------------- |
| 1980–1989     | Uribarri        |
| 1990-1992     | Nanque          |
| 1993–1994     | Team Foot       |
| 1995–1996     | Puma            |
| 1997–1998     | Lotto           |
| 1999–2005     | Alfest Sport    |
| 2005–2006     | Adidas          |
| 2006–2009     | Dana            |
| 2009–2011     | RSP             |
| 2011–2012     | Mitre           |
| 2012–2014     | Sport 2000      |
| 2014–2016     | Il Ossso Sports |
| 2016–2019     | Pinamontano     |
| 2019–presente | XY              |

| Período       | Proveedor                              |
| ------------- | -------------------------------------- |
| 1980–1992     | Lotería Chaqueña                       |
| 1993–1994     | Diario Norte                           |
| 1995–1998     | Lotería Chaqueña                       |
| 1999–2002     | Autoservicio Flores                    |
| 2002–2005     | Carlos Bisordi Deportes                |
| 2005–2006     | Ninguno                                |
| 2006–2007     | Expreso San Cristóbal /AGD             |
| 2007–2008     | Expreso San Cristóbal                  |
| 2008–2009     | Gobierno de Chaco                      |
| 2009–2011     | Carlos Bisordi Deportes                |
| 2011–2012     | Lotería Chaqueña/Gobierno de Chaco     |
| 2012–2016     | Lotería Chaqueña                       |
| 2016–2017     | Lotería Chaqueña/Biofar                |
| 2017-2018     | Lotería Chaqueña/Cetrogar              |
| 2018–2022     | Lotería Chaqueña/Tarjeta Tuya          |
| 2023–presente | Lotería Chaqueña/Nuevo Banco del Chaco |

## Jugadores

### Plantilla 2023
- Los equipos argentinos están limitados por la AFA a tener en su plantel de primera división un máximo de cuatro futbolistas extranjeros.

#### Altas
| Jugador             | Posición  | Procedencia          |
| ------------------- | --------- | -------------------- |
| Emilio Di Fulvio    | Arquero   | Gimnasia (J)         |
| Agustín Gómez       | Arquero   | River Plate          |
| Facundo Pardo       | Defensor  | Sportivo Belgrano    |
| Nahuel Gómez        | Defensor  | Douglas Haig         |
| Fernando Ponce      | Defensor  | Fernández Vial       |
| Santiago Gioria     | Defensor  | Atlético Paraná      |
| Nahuel Peloso       | Defensor  | Inferiores           |
| Franco Schiavoni    | Volante   | Defensores Unidos    |
| Diego Nakache       | Volante   | Deportivo Armenio    |
| Fabrizio Palma      | Volante   | Colegiales           |
| Juan Manuel Torres  | Volante   | Colegiales           |
| Diego Auzqui        | Volante   | Sacachispas          |
| Juan Solís          | Volante   | Inferiores           |
| Franco Falcón       | Volante   | Inferiores           |
| Pablo Martínez      | Volante   | Inferiores           |
| Maximiliano Resquín | Delantero | Midland              |
| Daniel Salvatierra  | Delantero | Sportivo Las Parejas |
| Alexis Wucherer     | Delantero | Inferiores           |
| Joel Vargas         | Delantero | DEPRO                |

#### Bajas
| Jugador                | Posición  | Destino              |
| ---------------------- | --------- | -------------------- |
| Lisandro Mitre         | Arquero   | All Boys             |
| Martín Pucheta         | Defensor  | Olimpo               |
| Héctor González        | Defensor  | Juventud Antoniana   |
| Facundo Ruiz           | Defensor  | Juventud Antoniana   |
| Ángel López Alba       | Defensor  | Juventud Antoniana   |
| Emmanuel Pío           | Defensor  | Santiago Morning     |
| Jonathan Gallardo      | Defensor  | Libre                |
| Israel Roldán          | Volante   | Ciudad de Bolívar    |
| Daniel Ibañez          | Volante   | Argentino de Quilmes |
| Aldo Araujo            | Delantero | Olimpo               |
| Maximiliano Brito      | Delantero | Nueva Chicago        |
| Nicolás Speck          | Delantero | Crucero del Norte    |
| Sebastián Parera       | Delantero | Libre                |
| Franco Pérez           | Delantero | Libre                |
| Gonzalo Tomás González | Delantero | Defensa y Justicia   |

## Palmarés
- Torneo Regional (1): 1977
- Primera División "A" de la Liga Chaqueña de Fútbol (36): 1925, 1933, 1934, 1936, 1937, 1938, 1941, 1942, 1944, 1945, 1947, 1952, 1953, 1954, 1955, 1956, 1957, 1958, 1960, 1961, 1967, 1972, 1975, 1977, 1986, 1994, 1998, Apertura 1999, Clausura 1999, Oficial 1999, Clausura 2002, Clausura 2003, Clausura 2007, 2016, Apertura 2023, 2023.
- Torneo Federativo (1): 2009

## Datos del club

### Cronología histórica
| Participaciones de Sarmiento en AFA y CFFA | Participaciones de Sarmiento en AFA y CFFA | Participaciones de Sarmiento en AFA y CFFA | Participaciones de Sarmiento en AFA y CFFA | Participaciones de Sarmiento en AFA y CFFA | Participaciones de Sarmiento en AFA y CFFA |
| Liga                                       | Liga                                       | Liga                                       | Liga                                       | Copa Nacional                              | Copa Nacional                              |
| Temp.                                      | Cat.                                       | Torneo                                     | Posición                                   | Copa                                       | Fase alcanzada                             |
| ------------------------------------------ | ------------------------------------------ | ------------------------------------------ | ------------------------------------------ | ------------------------------------------ | ------------------------------------------ |
| 1968                                       | 2da.                                       | Regional                                   | 2da. ronda                                 | —                                          | —                                          |
| 1975                                       | 2da.                                       | Regional                                   | 5ta. ronda                                 | —                                          | —                                          |
| 1976                                       | 2da.                                       | Regional                                   | 2da. ronda                                 | —                                          | —                                          |
| 1977                                       | 2da.                                       | Regional                                   | Clasificado                                | —                                          | —                                          |
| 1977                                       | 1ra.                                       | Campeonato Nacional                        | 1ra. ronda                                 | —                                          | —                                          |
| 1978                                       | 2da.                                       | Regional                                   | 2da. ronda                                 | —                                          | —                                          |
| 1984                                       | 2da.                                       | Regional                                   | 1ra. ronda                                 | —                                          | —                                          |
| 1986/87                                    | 3ra.                                       | Torneo del Interior                        | Final                                      | —                                          | —                                          |
| 1987/88                                    | 3ra.                                       | Torneo del Interior                        | Fase final                                 | —                                          | —                                          |
| 1994/95                                    | 3ra.                                       | Torneo del Interior                        | 1ra. ronda                                 | —                                          | —                                          |
| 1995/96                                    | 4ta.                                       | Argentino B                                | Semifinal                                  | —                                          | —                                          |
| 1996/97                                    | 4ta.                                       | Argentino B                                | 3ra. ronda                                 | —                                          | —                                          |
| 1999/00                                    | 4ta.                                       | Argentino B                                | 2da. ronda                                 | —                                          | —                                          |
| 2000/01                                    | 4ta.                                       | Argentino B                                | Fase final                                 | —                                          | —                                          |
| 2004/05                                    | 4ta.                                       | Argentino B                                | 1ra. ronda                                 | —                                          | —                                          |
| 2005/06                                    | 4ta.                                       | Argentino B                                | 1ra. ronda                                 | —                                          | —                                          |
| 2006/07                                    | 4ta.                                       | Argentino B                                | 1ra. ronda                                 | —                                          | —                                          |
| 2008                                       | 5ta.                                       | Argentino C                                | 1ra. ronda                                 | —                                          | —                                          |
| 2009                                       | 5ta.                                       | Argentino C                                | 5ta. ronda                                 | —                                          | —                                          |
| 2010                                       | 5ta.                                       | Argentino C                                | 5ta. ronda                                 | —                                          | —                                          |
| 2011                                       | 5ta.                                       | Argentino C                                | 4ta. ronda                                 | —                                          | —                                          |
| 2011/12                                    | 4ta.                                       | Argentino B                                | 1ra. ronda                                 | Copa Argentina                             | Octavos de final                           |
| 2012/13                                    | 4ta.                                       | Argentino B                                | 2da. ronda                                 | —                                          | —                                          |
| 2013/14                                    | 4ta.                                       | Argentino B                                | 1ra. ronda                                 | —                                          | —                                          |
| 2014                                       | 3ra.                                       | Federal A                                  | 1ra. ronda                                 | —                                          | —                                          |
| 2015                                       | 3ra.                                       | Federal A                                  | Reválida - 1ra. fase                       | —                                          | —                                          |
| 2016                                       | 3ra.                                       | Federal A                                  | 1ra. ronda                                 | —                                          | —                                          |
| 2016/17                                    | 3ra.                                       | Federal A                                  | Reválida - 5ta. fase                       | —                                          | —                                          |
| 2017/18                                    | 3ra.                                       | Federal A                                  | Reválida - 3ra. fase                       | Copa Argentina                             | Cuartos de final                           |
| 2018/19                                    | 3ra.                                       | Federal A                                  | Reválida - 4ta. fase                       | —                                          | —                                          |
| 2019/20                                    | 3ra.                                       | Federal A                                  | Suspendido                                 | —                                          | —                                          |
| 2020                                       | 3ra.                                       | Federal A                                  | Reclasificación - 3ra. fase                | —                                          | —                                          |
| 2021                                       | 3ra.                                       | Federal A                                  | 1ra. ronda                                 | —                                          | —                                          |
| 2022                                       | 3ra.                                       | Federal A                                  | Semifinal                                  | —                                          | —                                          |
| 2023                                       | 3ra.                                       | Federal A                                  | Fase de grupos                             | Copa Argentina                             | Treintaidosavos de final                   |

### Participaciones por categoría
Primera División (1):
- Torneo Nacional: 1 (1977)

Segunda categoría (6):
- Torneo Regional: 6 (1968, 1975-1978, 1984)

Tercera categoría (14)
- Torneo del Interior: 3 (1986/87, 1987/88, 1994/95)
- Torneo Federal A: 11 (2014-2023)

Cuarta categoría (9)
- Torneo Argentino B: 9 (1995/96, 1996/97, 1999/00, 2000/01, 2004/05-2006/07, 2011/12-2013/14)

Quinta categoría (4)
- Torneo del Interior o Argentino C: 4 (2008-2011)

### Participaciones en copas nacionales
Copa Argentina: 3 (2011/12, 2017/18, 2023)

## Rivalidades

### Clásico chaqueño
Es el duelo que enfrenta a los dos equipos más antiguos y convocantes de la Ciudad de Resistencia y la Provincia del Chaco en sí: Sarmiento y Chaco For Ever. Ambos clubes fueron los primeros en ser fundados en la Provincia del Chaco, con la particularidad de que su convocatoria no sólo se limita a la Ciudad de Resistencia, sino que también tienen simpatizantes en el Interior de la provincia. Por tal motivo, al duelo se lo conoce con la connotación de Chaqueño, pese a tratarse de dos equipos de la Ciudad de Resistencia. Esto se refuerza teniendo en cuenta las participaciones de los dos equipos en campeonatos nacionales de fútbol, teniendo For Ever múltiples participaciones en Primera División Argentina, mientras que Sarmiento tuvo la suya al disputar el Torneo Nacional 1977.
La rivalidad surgió desde los albores mismos de ambas instituciones, ya que si bien Sarmiento fue el primer club fundado en la provincia el 24 de septiembre de 1910, una división en su dirigencia provocó que el 27 de julio de 1913 surja el Club Atlético Chaco For Ever. A partir de allí, ambos equipos comenzaron a sumar adeptos tanto en Resistencia como en el interior del Chaco, alimentando una de las rivalidades más populares del interior argentino.
A nivel nacional, si bien ambas instituciones participaron en los antiguos Regionales y Torneos del Interior, recién en el año 2004 y con la reformulación del desaparecido Torneo Argentino B (hoy Torneo Regional Federal Amateur) comenzaron a tener cruces en las divisiones del ascenso argentino. En este sentido, Sarmiento y For Ever tuvieron sus principales cruces en los torneos Argentino B, Federal A y Copa Argentina. Actualmente, la rivalidad sólo se circunscribe al ámbito de los torneos de la Liga Chaqueña de Fútbol, debido al ascenso de For Ever a la Primera Nacional y la permanencia de Sarmiento en el Federal A.
Con relación a sus enfrentamientos en torneos nacionales, entre Argentino B, Federal A y Copa Argentina, se enfrentaron en 50 oportunidades, con una leve ventaja a favor de For Ever con 15 triunfos, frente a 14 victorias de Sarmiento y 21 empates. Se destaca que en uno de estos empates, ocurrido en la edición 2012 de la Copa Argentina, el partido fue definido con tiros desde el punto penal, resultando ganador Sarmiento que de esta forma, eliminó por primera vez a su clásico rival en este torneo, pasando a la siguiente fase, siendo hasta 2023 la única vez que los pases de ronda entre ambos clubes se definieron con esta alternativa.
| Historial del Clásico Chaqueño a Nivel Nacional | Historial del Clásico Chaqueño a Nivel Nacional | Historial del Clásico Chaqueño a Nivel Nacional | Historial del Clásico Chaqueño a Nivel Nacional | Historial del Clásico Chaqueño a Nivel Nacional | Historial del Clásico Chaqueño a Nivel Nacional | Historial del Clásico Chaqueño a Nivel Nacional | Historial del Clásico Chaqueño a Nivel Nacional |
| Torneos                                         | PJ                                              | Ganó SR                                         | PE                                              | Ganó FE                                         | Goles SR                                        | Goles FE                                        | Ref.                                            |
| ----------------------------------------------- | ----------------------------------------------- | ----------------------------------------------- | ----------------------------------------------- | ----------------------------------------------- | ----------------------------------------------- | ----------------------------------------------- | ----------------------------------------------- |
| Torneo Argentino B                              | 18                                              | 3                                               | 7                                               | 8                                               | 16                                              | 24                                              | [ 22 ]                                          |
| Torneo Federal A                                | 22                                              | 8                                               | 10                                              | 4                                               | 23                                              | 17                                              | [ 22 ]                                          |
| Copa Argentina                                  | 10                                              | 3                                               | 4                                               | 3                                               | 8                                               | 9                                               | [ 22 ]                                          |
| Totales:                                        | 50                                              | 14                                              | 21                                              | 15                                              | 47                                              | 50                                              | [ 22 ]                                          |

### Clásico Sarmiento-Villa Alvear
Uno de los clásicos más populares que tiene como protagonista a Sarmiento de Resistencia, es el duelo que mantiene con el Club Atlético Villa Alvear. Si bien se desconoce cuándo comenzaron los primeros enfrentamientos, la rivalidad de ambos clubes surgió por cuestiones territoriales, ya que el CAVA había sido fundado el 23 de enero de 1941, en una sede ubicada en calle Mendoza 1099 del Barrio Villa Alvear, vecino al Barrio Villa Alta, territorio de Sarmiento. Las participaciones de Villa Alvear en el ámbito liguista, comenzaron a hacerle ganar adeptos no sólo en su barrio de nacimiento, sino también en sus alrededores, comenzando a generarse las primeras disputas territoriales. Con el traslado de la sede de Alvear al Barrio San Cayetano, sobre Avenida Hernandarias, las disputas crecieron quedando los barrios Villa Alvear, Santa Inés, San Cayetano y Villa del Oeste como territorios azules por excelencia, mientras que Sarmiento definiría sus bastiones en los barrios Villa Alta, Villa Pegoraro, Provincias Unidas y España. Otras acciones que alimentaron aun más el enfrentamiento, fue un apoyo brindado por los hinchas de Villa Alvear a Chaco For Ever, en ocasión de la participación de este último equipo en la Primera División Argentina, durante inicios de los años 1990. Sin embargo, a pesar de los años de rivalidad que llevan estos equipos, este encono nunca tuvo episodios a nivel nacional, circunscribiendose su participación en el ámbito de la Liga Chaqueña de Fútbol.
Cada partido disputado por estos equipos son considerados de alto riesgo por las fuerzas de seguridad, generándose amplios operativos cada vez que la parcialidad de un equipo visita el estadio del otro. Aun así, los episodios de violencia son moneda corriente en estos cotejos, generándose cruces entre las mismas parcialidades o con las fuerzas de seguridad.

### Clásico Aurirrojo
Se conoce como Clásico del Litoral a una tetralogía de partidos que enfrentan a los clubes más populares de la Provincia del Chaco (Chaco For Ever y Sarmiento de Resistencia), con los más populares de la Provincia de Corrientes (Mandiyú y Boca Unidos). El desarrollo de un partido que involucre a cualquiera de estos equipos, tanto de una como de otra provincia, es considerado un verdadero clásico a nivel nacional, ya que han tenido encuentros en categorías del ascenso argentino. Este enfrentamiento a su vez, se da en el contexto de una vieja rivalidad folklórica entre las sociedades correntina y chaqueña.
Dentro del contexto de duelos entre equipos chaqueños y correntinos, el enfrentamiento que tiene como protagonista a Sarmiento es el que sostiene con Boca Unidos de Corrientes, club con el cual basa su rivalidad en el mismo contexto del enfrentamiento entre sus homólogos For Ever y Mandiyú. La particularidad principal de este duelo entre Sarmiento y Boca Unidos, es que ambos clubes comparten los mismos colores y diseños de sus camisetas titulares, por lo que esta rivalidad es conocida como el "Clásico aurirrojo". 
Con relación a este enfrentamiento, ambos equipos mantienen su rivalidad desde los Torneos del Interior que desde los años 1980 pasaron a otorgar plazas para la novel Primera B Nacional. Tras haberse desencontrado por más de 20 años, ambos elencos volverían a verse las caras tras la reorganización del Torneo Argentino B en 2005, teniendo una nueva pausa tras el vertiginoso ascenso de Boca Unidos que culminó con su participación en la B Nacional en 2009, habiéndose previamente consagrado campeón del Torneo Argentino A 2008/09. Finalmente, tras la caída de Boca Unidos al Torneo Federal A en 2018, nuevamente el elenco correntino cruzaría camino con varios conocidos, entre ellos Sarmiento, su homólogo de la Ciudad de Resistencia. En total, hasta 2023 boquenses y decanos se enfrentaron en 23 oportunidades: 4 veces por el Torneo del Interior, ocho por el Torneo Argentino B y once por el Torneo Federal A, contando diez triunfos para Boca Unidos, ocho para Sarmiento y cinco empates.
| Historial Boca Unidos-Sarmiento | Historial Boca Unidos-Sarmiento | Historial Boca Unidos-Sarmiento | Historial Boca Unidos-Sarmiento | Historial Boca Unidos-Sarmiento | Historial Boca Unidos-Sarmiento | Historial Boca Unidos-Sarmiento | Historial Boca Unidos-Sarmiento |
| Torneos                         | PJ                              | Ganó BU                         | PE                              | Ganó SR                         | Goles BU                        | Goles SR                        | Ref.                            |
| ------------------------------- | ------------------------------- | ------------------------------- | ------------------------------- | ------------------------------- | ------------------------------- | ------------------------------- | ------------------------------- |
| Torneo del Interior             | 4                               | 0                               | 1                               | 3                               | 5                               | 9                               | [ 26 ]                          |
| Torneo Argentino B              | 8                               | 6                               | 1                               | 1                               | 16                              | 7                               | [ 26 ]                          |
| Torneo Federal A                | 11                              | 4                               | 3                               | 5                               | 12                              | 12                              | [ 27 ]                          |
| Totales                         | 23                              | 10                              | 5                               | 9                               | 33                              | 28                              |                                 |

### Otros Rivales
•  Don Orione Atletic Club: Con Don Orione Atletic Club, Sarmiento mantiene una rivalidad que se da en el contexto de la Liga Chaqueña de Fútbol. El motivo de la misma es que, debido a que es el único club representativo de la ciudad de Barranqueras, Don Orione le plantea rivalidad a los clubes más representativos de Resistencia, teniendo en For Ever a su máximo rival, debido a la cercanía física. Más allá de ello, los encuentros con Sarmiento no están fuera de excepción, produciéndose enfrentamientos entre las barras de ambos clubes. Pese a ello, el enfrentamiento de Sarmiento y Don Orione es simplemente considerado como una rivalidad no clásica, ya que el clásico rival del Santo Portuario es el Club Atlético Defensores de Vilelas, club que comparte con Don Orione la particularidad de ser el único de su ciudad, siendo esta, Puerto Vilelas.
•  Club Deportivo Mandiyú: Pese a que Sarmiento tuvo pocos enfrentamientos a nivel nacional con esta entidad, el solo hecho de representar a sus respectivas provincias ya es motivo para incentivar rivalidad. Inicialmente, con quien Sarmiento se enfrentó a nivel nacional fue con el homónimo Textil Mandiyú, al que se enfrentó en los Torneos Argentino B. La antipatía entre ambas parcialidades surgió en el contexto de la rivalidad histórica entre las sociedades chaqueña y correntina, que ya enfrentaba a Sarmiento con Boca Unidos y a Mandiyú con Chaco For Ever. Tras el resurgimiento del Mandiyú original y la posterior fusión de los dos Mandiyú, el algodonero y el decano finalmente cruzaron caminos en los Torneos Argentino B y Federal A. A todo esto, la antipatía mutua que caracteriza al Clásico del Litoral se mantiene también entre estos dos equipos, como herencia de lo que fueron los cruces de Sarmiento con el desaparecido Textil Mandiyú, produciéndose hechos de violencia en los partidos disputados por ambos clubes.
| Historial Sarmiento-Textil Mandiyú | Historial Sarmiento-Textil Mandiyú | Historial Sarmiento-Textil Mandiyú | Historial Sarmiento-Textil Mandiyú | Historial Sarmiento-Textil Mandiyú | Historial Sarmiento-Textil Mandiyú | Historial Sarmiento-Textil Mandiyú | Historial Sarmiento-Textil Mandiyú |
| Torneos                            | Temporadas                         | PJ                                 | Ganó SR                            | PE                                 | Ganó TM                            | Goles SR                           | Goles TM                           |
| ---------------------------------- | ---------------------------------- | ---------------------------------- | ---------------------------------- | ---------------------------------- | ---------------------------------- | ---------------------------------- | ---------------------------------- |
| Torneo Argentino B                 | 2005-06                            | 4                                  | 0                                  | 1                                  | 3                                  | 1                                  | 7                                  |
| Torneo Argentino B                 | 2006-07                            | 4                                  | 1                                  | 0                                  | 3                                  | 1                                  | 5                                  |
| Torneo Argentino B                 | 2011-12                            | 2                                  | 2                                  | 0                                  | 0                                  | 6                                  | 2                                  |
| Torneo Argentino B                 | 2012-13                            | 2                                  | 1                                  | 0                                  | 1                                  | 2                                  | 1                                  |
| Torneo Federal A                   | 2014                               | 2                                  | 1                                  | 0                                  | 1                                  | 4                                  | 4                                  |
| Torneo Federal A                   | 2015                               | 2                                  | 2                                  | 0                                  | 0                                  | 7                                  | 0                                  |
| Subtotal                           | Subtotal                           | 16                                 | 7                                  | 1                                  | 8                                  | 21                                 | 19                                 |
|                                    |                                    |                                    |                                    |                                    |                                    |                                    |                                    |
| Historial Sarmiento-Mandiyú        |                                    |                                    |                                    |                                    |                                    |                                    |                                    |
| Torneos                            | Temporadas                         | PJ                                 | Ganó SR                            | PE                                 | Ganó M                             | Goles SR                           | Goles M                            |
| Torneo Argentino B                 | 2012-13                            | 2                                  | 2                                  | 0                                  | 0                                  | 7                                  | 3                                  |
| Torneo Federal A                   | 2017-18                            | 2                                  | 1                                  | 0                                  | 1                                  | 1                                  | 2                                  |
| Subtotal                           | Subtotal                           | 4                                  | 3                                  | 0                                  | 1                                  | 8                                  | 5                                  |
|                                    |                                    |                                    |                                    |                                    |                                    |                                    |                                    |
| Totales                            | Totales                            | 20                                 | 10                                 | 1                                  | 9                                  | 29                                 | 24                                 |

- Club Atlético Colón: Con esta institución existe enemistad, debido a una antigua simpatía entre el club santafesino y el Club Atlético Chaco For Ever.[29] Tal situación quedó reflejada en los Treintaidosavos de final de la Copa Argentina 2023, en el cual Sarmiento debió disputar el encuentro ante el  Club Atlético San Lorenzo de Almagro, en el Estadio Brigadier General Estanislao López de la Ciudad de Santa Fe, donde los "barras" de Sarmiento colgaron banderas provocativas contra Colón, recordando dicha circunstancia.[30]
- Club Sportivo General San Martín: Rivalidad cimentada en el ámbito nacional, a raíz de los cruces de ambos equipos en los torneos federales de ascenso, principalmente en las etapas regionales de los mismos.
- Club Deportivo Guaraní Antonio Franco: Rivalidad cimentada en el ámbito nacional, a raíz de los cruces de ambos equipos en los torneos federales de ascenso, principalmente en las etapas regionales de los mismos.
- Club Deportivo Jorge Gibson Brown: Rivalidad cimentada en el ámbito nacional, a raíz de los cruces de ambos equipos en los torneos federales de ascenso, principalmente en las etapas regionales de los mismos. Sus primeros cruces tuvieron lugar en el Torneo del Interior 2011, cuando disputaron la clasificación a la semifinal por el segundo ascenso al Torneo Argentino B 2011-12. Si bien Sarmiento se había impuesto 2-1 en el partido de ida jugado en Resistencia, Gibson Brown remontó el resultado imponiéndose 2-0 en la vuelta jugada en Posadas. La jornada terminó de manera escandalosa cuando, ante la imposibilidad de revertir el resultado, jugadores y simpatizantes del club chaqueño generaron desmanes y enfrentamientos con integrantes del equipo de Gibson Brown y con la Policía de Misiones.[31] Pese a esa eliminación, ambos equipos terminaron siendo ascendidos más tarde debido a la reestructuración del Torneo Argentino B para la temporada 2011-12, donde volvieron a cruzarse, aunque sin la presencia de parcialidades visitantes.[32] En total, se enfrentaron en 11 oportunidades, 2 por el Torneo del Interior, 8 por el Torneo Argentino B y 1 por la Copa Argentina, contándose 6 victorias de Sarmiento, 4 de Gibson Brown y 1 empate.

| Historial Sarmiento-Gibson Brown | Historial Sarmiento-Gibson Brown | Historial Sarmiento-Gibson Brown | Historial Sarmiento-Gibson Brown | Historial Sarmiento-Gibson Brown | Historial Sarmiento-Gibson Brown | Historial Sarmiento-Gibson Brown | Historial Sarmiento-Gibson Brown | Historial Sarmiento-Gibson Brown |
| Torneos                          | Temporadas                       | PJ                               | Ganó SR                          | PE                               | Ganó GB                          | Goles SR                         | Goles GB                         | Ref.                             |
| -------------------------------- | -------------------------------- | -------------------------------- | -------------------------------- | -------------------------------- | -------------------------------- | -------------------------------- | -------------------------------- | -------------------------------- |
| Torneo del Interior              | 2011                             | 2                                | 1                                | 0                                | 1                                | 2                                | 3                                | [ 33 ]                           |
| Torneo Argentino B               | 2011-12                          | 4                                | 2                                | 1                                | 1                                | 2                                | 1                                | [ 33 ]                           |
| Torneo Argentino B               | 2012-13                          | 4                                | 3                                | 0                                | 1                                | 7                                | 3                                | [ 33 ]                           |
| Copa Argentina                   | 2012-13                          | 1                                | 0                                | 0                                | 1                                | 0                                | 1                                | [ 33 ]                           |
| Totales                          | Totales                          | 11                               | 6                                | 1                                | 4                                | 11                               | 8                                | [ 33 ]                           |

## Jugadores destacados
El arquero Héctor Freschi jugaba para el club Sarmiento cuando representó a la Selección Argentina en la Copa Mundial de Fútbol de 1934. Freschi es el único arquero argentino en la historia en jugar un mundial de fútbol representando a un equipo del interior de Argentina (Norberto Scoponi y Diego Pozo representaron a Argentina en mundiales representando a Newell's Old Boys de Rosario y Colón respectivamente, pero no tuvieron minutos en cancha).
Enrique Chazarreta se formó en Sarmiento logrando capturar el título de la Liga Chaqueña con el Decano en 1967. Luego fue transferido a San Lorenzo de Almagro, del que fue pieza clave en los títulos metropolitanos de 1970 y 1972 y del nacional de 1974. Jugó en la Selección Argentina, con la que disputó la Copa del Mundo de 1974.
Eduardo Andrés Maglioni jugaba de centrodelantero y era ambidiestro, se inició en el Club Atlético Rosario Central y luego pasó al Club Atlético Sarmiento de Resistencia, Chaco. Su actuación más recordada, fue en un partido amistoso jugado contra el Santos FC de Pelé, donde fue autor del gol de Sarmiento que terminó con el partido en empate. Jugó en Independiente, entre 1969 y 1973, 135 partidos oficiales y marcó 58 goles. Fue campeón con el club de Avellaneda en los Metropolitanos 1970 y 1971, la Copa Libertadores de 1972 y 1973, la Interamericana y Copa Intercontinental de 1973. A 2012 conserva el récord de goles en menos tiempo: tres goles en un 1´ 51´´, ocurrido el 18 de marzo de 1973, partido en el que Independiente derrotó a Gimnasia y Esgrima. En 1972 jugó la final de la Copa Libertadores de América estando desgarrado y convirtió los 2 goles con que Independiente derrotó 2 a 1 a Universitario de Perú.